# Burundi na Olimpijskim igrama 2016.
Burundi je nastupio na Ljetnim olimpijskim igrama u Brazilu 2016. godine.

## Atletika
Sljedeći atletičari iz Burundija su se kvalificirali za OI 2016.:
- maraton (M): 1 mjesto
- maraton (Ž): 1 mjesto